# Aligena laterodentata
Aligena laterodentata is een tweekleppigensoort uit de familie van de Lasaeidae. De wetenschappelijke naam van de soort is voor het eerst geldig gepubliceerd in 1980 door Harry, Britton & Nunley.